# Evaristo Frisoni
Evaristo Frisoni (Brescia, 1º ottobre 1907 – Brescia, 17 dicembre 1988) è stato un calciatore e allenatore di calcio italiano, di ruolo mediano.

## Biografia
Era conosciuto come Frisoni II per distinguerlo dal fratello Berardo, anch'egli calciatore. È il padre di Walter Frisoni.

## Carriera
Legò la sua carriera a due società: la Roma e il Brescia. Con la prima vanta 103 partite in Serie A, mentre con il Brescia ha rivestito tutti i ruoli: giocatore dal 1925 al 1933, giocatore-allenatore dal 1938 al 1941 dopo la parentesi nella capitale, allenatore nella stagione 1941-1942 e poi dirigente. Da giocatore ha totalizzato con le rondinelle, nelle tre serie maggiori, 267 presenze, realizzando 40 reti.
Con il club lombardo conquistò da giocatore una promozione in Serie A e da allenatore una in Serie B.
Nell'estate del 1928 il Brescia venne invitato in America per una tournée contro formazioni statunitensi: Evaristo giocò 8 delle 10 gare complessive disputate dalla squadra.